# سیارک ۲۸۵۰
سیارک ۲۸۵۰ (به انگلیسی: 2850 Mozhaiskij، نامگذاری:1978TM7) دو هزار و هشتصد و پنجاهمین سیارک کشف شده‌است که در ۲ اکتبر ۱۹۷۸ کشف شد.
قدر مطلق سیارک برابر ۱۱٫۹۰ است.